# Крекінг-установки Мап-Та-Пхут (SCG)
Крекінг-установки Мап-Та-Пхут (SCG) — складові частини нафтохімічного майданчику, створеного таїландською компанією Siam Cement Group (SCG).
У 1980-х роках група Siam Cement як міноритарний учасник ввійшла до капіталу першої в країні піролізної установки, котра споруджувалась компанією National Petrochemical Plc., основним власником якої став державний нафтогазовий концерн PTT. Після запуску цього об'єкту в 1989-му частина продукованого ним етилену спрямовувалась на лінію поліетилену потужністю 137 тисяч тонн компанії Thai Polyethylene (дочірня структура SCG). Через кілька років Siam Cement взяла участь у капіталі другої піролізної установки PTT, що зокрема мало забезпечити роботу заводу мономеру стирену, введеного в експлуатацію до кінця 1990-х у межах спільного підприємства з концерном Dow Chemical.
Втім, запланований SCG масштабний розвиток нафтохімічного напряму потребував власного джерела олефінів. Це стало причиною створення компанії Rayong Olefins, яка у 1999 році запустила установку парового крекінгу потужністю 600 тисяч тонн етилену та 300 тисяч тонн пропілену на рік (вже у 2002-му ці показники зросли до 800 та 400 тисяч тонн відповідно). На відміну від установок PTT, котрі переважно споживали видобуті їх власником зріджені вуглеводневі гази (ЗВГ), піролізний напрям SCG був зорієнтований на використання газового бензину (втім, з 2002 року певну частку сировини могли становити закуплені у PTT зріджений нафтовий газ та ЗВГ).
А в 2010 році SCG через створене з Dow Chemical спільне підприємство Map Ta Phut Olefins Company (MOC) запустила другу піролізну установку, яка споживає газовий бензин та продукує 900 тисяч тонн етилену і 800 тисяч тонн пропілену. Таке співвідношення основних продуктів пояснюється наявністю у складі комплексу MOC установки конверсії олефінів потужністю 300 тисяч пропілену.
Етилен використовується для полімеризації у поліетилен високої щільності (920 тисяч тонн), лінійний поліетилен низької щільності (770 тисяч тонн, в тому числі 650 тисяч тонн через СП з Dow Chemical) та поліетилен низької щільності (92 тисяч тонн).
При цьому у складі SCG також діють інші споживачі етилену — виробники мономерів вінілхлориду та стирену. Перший з названих продуктів в обсягах 590 тисяч тонн на рік продукує компанія Thai Plastic and Chemicals (TPC), котра поруч з Siam Cement стала колись одним з учасників піролізного проекту PTT, а потім поступово перейшла під контроль SCG (в 2012-му остання збільшила свою участь в  TPC з 45,64 % до 75,76 %). Що стосується мономеру стирену, то його в обсягах 300 тисяч тонн на рік продукує згадане вище спільне підприємство з Dow Chemical.
Пропілен спрямовують на виробництво поліпропілену (720 тисяч тонн на рік) та запущений у 2011 році завод оксиду пропілену потужністю 390 тисяч тонн. Останній використовує передову технологію на основі пероксиду водню, котра має значні переваги з екологічної точки зору.
Піроліз доволі важкої (як для нафтохімії) сировини дозволяє отримувати значну кількість фракції С4, з якої виділяють 140 тисяч тонн бутадієну. Ще один продукт парового крекінгу — піролізний бензин — спрямовується як сировина на завод SCG з виробництва ароматичних вуглеводнів.